# Буцинь
Бу́цинь (укр. Буцинь, до 2017 г. — Бу́цин) — село в Дубовской сельской общине Ковельского района Волынской области Украины.
До 2020 года входило в Старовыжевский район.
Код КОАТУУ — 0725080501. Население по переписи 2001 года составляет 1181 человек. Почтовый индекс — 44440. Телефонный код — 3346. Занимает площадь 5,193 км².